# ファン・カク・スー

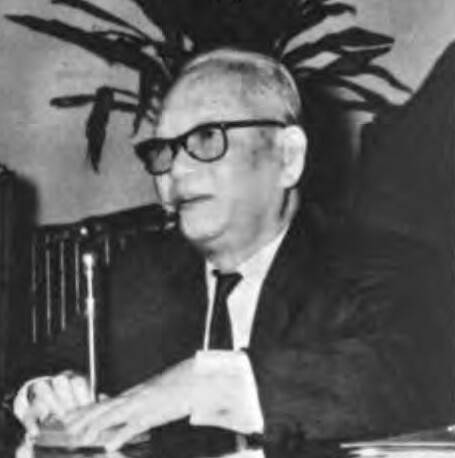
ファン・カク・スー

ファン・カク・スー(ベトナム語：Phan Khắc Sửu、漢字：潘克丑、1893年 - 1970年)は、ベトナム共和国の政治家。ベトナム共和国国家評議会議長(国家元首、1964年 – 1965年)。

## 来歴
農業技術者として働く傍ら、カオダイ教の立場で独立運動を指導。第二次世界大戦後はベトナム国に赴いて、バオ・ダイ政権下で閣僚を歴任した。
ゴ・ジン・ジェム政権下では国会議員を務めたが、ジェム政権に批判的な態度を取ったことから投獄を経験したこともある。ゴ政権崩壊暫くして実権を握ったグエン・カーン将軍が国民の反発と一部将校の批判から失脚した1964年9月27日に、軍部による暫定指導委員会の指名によって国家評議会議長に就任。同年10月には暫定指導委員会から権限委譲を受けて、民政移管の体裁を整えた。しかしながら軍部にも少なからず留保権が残されたままで、軍司令官に留任したグエン・カーンの専横も甚だしく、実権を殆ど振るえなかった。
1965年2月15日に、グエン・カオ・キやグエン・バン・チューら少壮将校によって、グエン・カーンは軍司令官を解任されて国外追放。スーは直ちに革命大越党の指導者でバオ・ダイ政権下で首相代行を務めたファン・フイ・クアトを首相に指名し本格的な民政移管を目指したが、カトリックと仏教徒の間に起こった宗教対立から政情が不安定化。事態の収拾がつかなくなったファンは6月14日に国家評議会議長を辞任、後事をグエン・カオ・キやグエン・バン・チューの主導する軍部に託した。